# Valeri Saar

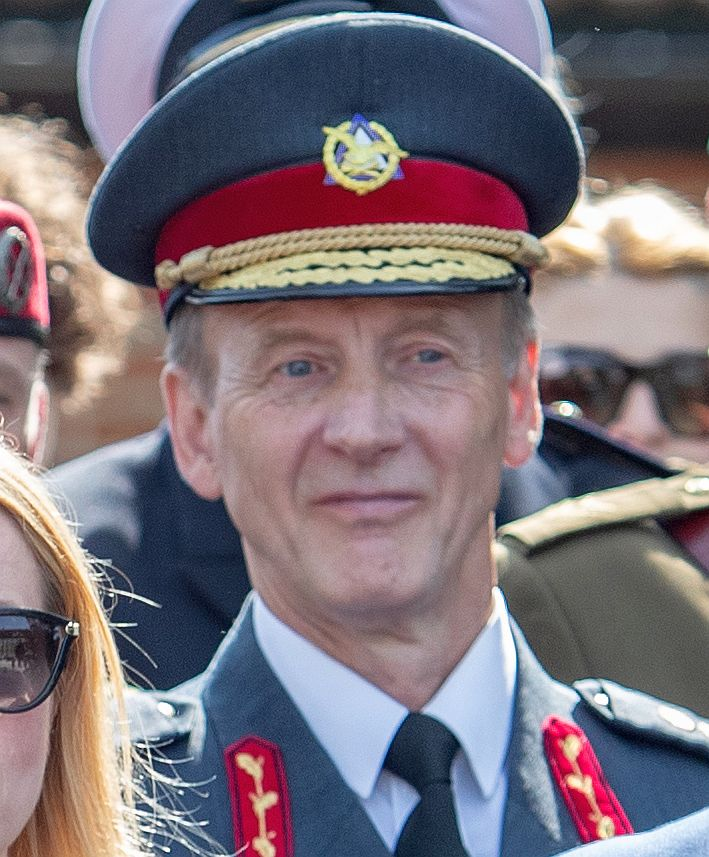
Valeri Saar (2023)

Valeri Saar (* 28. Juni 1955) ist ein ehemaliger estnischer Generalmajor. Von 2007 bis 2012 war er Befehlshaber der estnischen Luftstreitkräfte und von 2012 bis 2016 militärischer Vertreter seines Heimatlandes bei der NATO und der Europäischen Union.

## Leben
Valeri Saar wurde in Valga, im Süden der damaligen Estnischen SSR geboren. Er ist verheiratet und Vater von zwei Töchtern. Neben seiner Muttersprache spricht er auch Englisch, Russisch und Deutsch.

### Militärische Laufbahn
Nach Abschluss seiner Schulausbildung im Jahr 1972 schloss sich Saar der Sowjetarmee an und besuchte eine Offiziershochschule in Schytomyr in der heutigen Ukraine. Ab 1976 war er als Offizier im Bereich Luftraumüberwachung und -sicherung tätig, bis er im Jahr 1992 zu den im Aufbau befindlichen Streitkräften seines Heimatlandes wechselte. 
Dort wurde er (zunächst im Dienstrang eines Majors, ab 1994 als Oberstleutnant) wieder im selben Bereich tätig und besuchte nebenbei ein Aufbaustudium an der Universität der Bundeswehr. Im Jahr 1996 wurde er zum Stabschef der Luftstreitkräfte ernannt und 1998 zum Oberst befördert. In den nächsten Jahren besuchte er mehrere Weiterbildungsgänge und durchlief verschiedene Führungspositionen bei den estnischen Streitkräften und der NATO, bis er 2007 zum Befehlshaber der estnischen Luftstreitkräfte ernannt wurde. Ein Jahr später folgte die Beförderung zum Brigadegeneral. 
Das Amt als Luftwaffenchef übte er bis 2012 aus, um anschließend nach Brüssel zu wechseln, wo er als Vertreter der estnischen Streitkräfte bei der NATO und der EU tätig wurde. Auf diesem Posten wurde er 2016 zum Generalmajor befördert. Im August desselben Jahres wurde er aus dem aktiven Dienst verabschiedet. Danach wurde er als Berater des Kommandanten der Streitkräfte Estlands und Repräsentant des estnischen Verteidigungsministeriums in der Ukraine tätig.